# Derwent (Canada)
Derwent is een plaats (village) in de Canadese provincie Alberta en telt 117 inwoners (2006).